# ヒクタバケ
ヒクタバケ（Hikutavake）は、ニウエの14の村のひとつである。2006年の調査では、人口は56人である。面積は10.17km²。

## 地理
ニウエの北東部に位置し、四つの村と接している。海に面した村である。